# Bagolyhokkó
A bagolyhokkó (Nothocrax urumutum) a madarak osztályának tyúkalakúak (Galliformes) rendjébe és a hokkófélék (Cracidae) családjába tartozó Nothocrax nem egyetlen faja.

## Rendszerezés
A családban a legközelebbi rokonai a Pauxi és a Crax nembe tartoznak.

## Előfordulása
Brazília, Ecuador, Kolumbia, Peru és Venezuela területén honos. A természetes élőhelye szubtrópusi vagy trópusi éghajlati övben található síkvidéki esőerdők és mocsari erdők.

## Megjelenése
Átlagos testhossza  66 centiméter. Tollazata gesztenyebarna. Csupasz arcbőre piros és kék színű.

## Életmódja
A bagolyhokkó egyedülálló módon a hokkófélék családjából javarészt éjszakai életmódú faj.